# Cabra del Camp
Cabra del Camp és un municipi de la comarca de l'Alt Camp.

## Geografia
- Llista de topònims de Cabra del Camp (Orografia: muntanyes, serres, collades, indrets..; hidrografia: rius, fonts...; edificis: cases, masies, esglésies, etc).

## Història

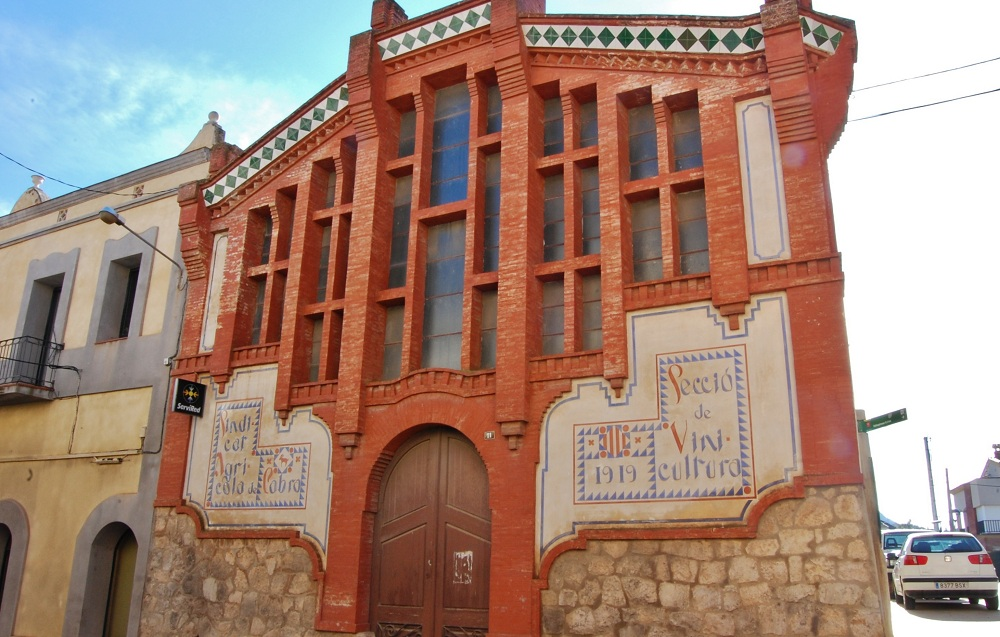
Celler del Sindicat Agrícola, Cabra del Camp

El castell de Cabra, del qual no en queden restes, està documentat l'any 980.
Va formar part de la Vegueria de Montblanc fins al 1716. Després va passar a formar part del Corregiment de Tarragona des del 1716 fins al 1833.

## Dades econòmiques
El 1970 la seva renda anual mitjana per capita era de 17.699 pessetes (106,37 euros).
El 1983 el terme municipal de Cabra del Camp comptava amb unes 29 explotacions agràries d'entre 0 i 5 hectàrees, unes 106 d'entre 5 i 50 hectàrees i 2 explotacions d'entre 50 i 200 hectàrees.

## Demografia
| Entitat de població   | Habitants (2024) |
| Mas del Plata         | 814              |
| Cabra del Camp        | 448              |
| Miralcamp Residencial | 43               |
| Can Rui               | 20               |
| Font: Idescat         |                  |

| 1497 f | 1515 f | 1553 f | 1717 | 1787 | 1857  | 1877  | 1887  | 1900 | 1910 |
| ------ | ------ | ------ | ---- | ---- | ----- | ----- | ----- | ---- | ---- |
| 58     | 51     | 64     | 369  | 729  | 1.088 | 1.122 | 1.204 | 981  | 987  |

| 1920 | 1930 | 1940 | 1950 | 1960 | 1970 | 1981 | 1990 | 1992 | 1994 |
| ---- | ---- | ---- | ---- | ---- | ---- | ---- | ---- | ---- | ---- |
| 897  | 839  | 809  | 763  | 583  | 457  | 409  | 423  | 440  | 440  |

| 1996 | 1998 | 2000 | 2002 | 2004 | 2006 | 2008  | 2010  | 2012  | 2014  |
| ---- | ---- | ---- | ---- | ---- | ---- | ----- | ----- | ----- | ----- |
| 483  | 508  | 601  | 668  | 768  | 944  | 1.078 | 1.146 | 1.165 | 1.115 |

| 2016  | 2018  | 2020  | 2022  | 2024  | 2026 | 2028 | 2030 | 2032 | 2034 |
| ----- | ----- | ----- | ----- | ----- | ---- | ---- | ---- | ---- | ---- |
| 1.113 | 1.141 | 1.175 | 1.254 | 1.321 | -    | -    | -    | -    | -    |

## Política municipal
Nombre de regidors per partit
| Junts | -  | -  | - | - | -  | -  | -  | - | - | - | 4 | 5  |
| PSC | -  | -  | - | - | -  | -  | 1  | 2 | 4 | - | - | -  |
| PP | -  | -  | - | - | -  | -  | -  | 0 | 0 | 0 | - | -  |
| ERC | -  | -  | - | - | -  | -  | -  | - | - | - | 3 | 3  |
| ECP | -  | -  | - | - | -  | -  | -  | - | 0 | 5 | - | -  |
| Podem | -  | -  | - | - | -  | -  | -  | - | - | - | 2 | -  |
| CiU | -  | -  | 7 | 7 | -  | -  | 3  | 5 | 5 | 4 | - | -  |
| Altres | 7a | 7a | - | - | 7b | 7b | 3c | - | - | - | - | 1d |
| Total | 7  | 7  | 7 | 7 | 7  | 7  | 7  | 7 | 9 | 9 | 9 | 9  |
| a Agrupació d'Electors; b Grup d'Independents de Cabra del Camp - FIC; c Independents per Cabra; d Veïns Units |    |    |   |   |    |    |    |   |   |   |   |    |

## Llocs d'interès
- Celler del Sindicat Agrícola de Cabra del Camp
- Santa Maria de Cabra del Camp
- Barraques de Cabra del Camp. Són un conjunt de barraques de pedra seca del municipi. Cadascuna forma part de manera individualitzada en l'Inventari del Patrimoni Arquitectònic de Catalunya

## Nascuts a Cabra del Camp
- Jaume Gener, monjo de Santes Creus, gran lul·lista (s.XV-XVI)
- Joan Oliva i Moncusí, (1855-1879), anarquista que atemptà contra Alfons XII

## Curiositats

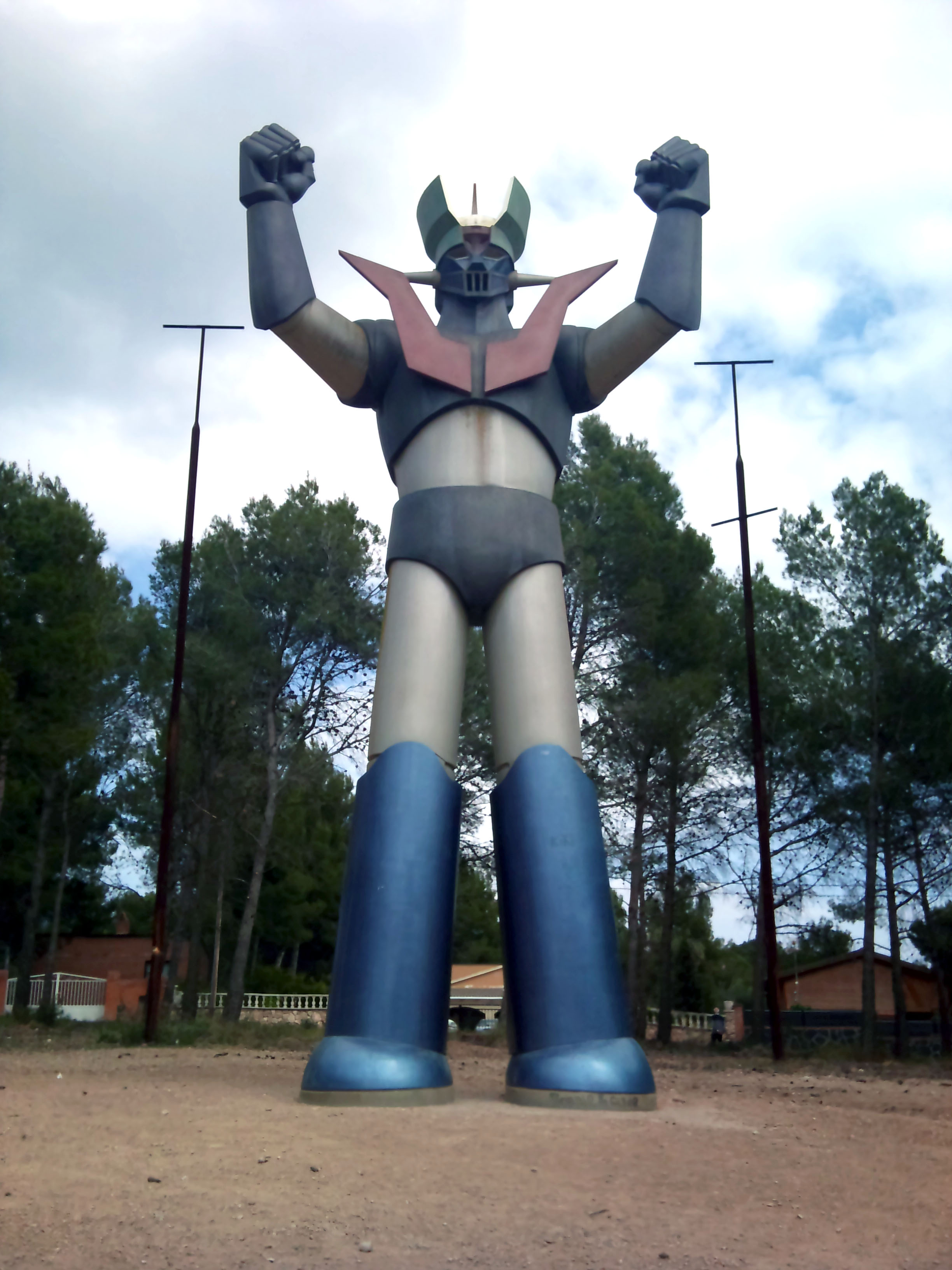
Mazinger Z al Mas del Plata

- A la urbanització Mas del Plata, situada dins del terme municipal, hi ha una estàtua de Mazinger Z d'uns 10 metres d'alçada.[4][5]
- Cabra del Camp és un dels municipis que forma part de la Ruta del Cister.
- Dins del terme municipal de Cabra del Camp, es troba Fontscaldetes, un poble fantasma on fa més de 70 anys que no hi viu ningú.